# AIBO
AIBO為Sony所研發的電子寵物狗，常出現於一些機器人展覽中。

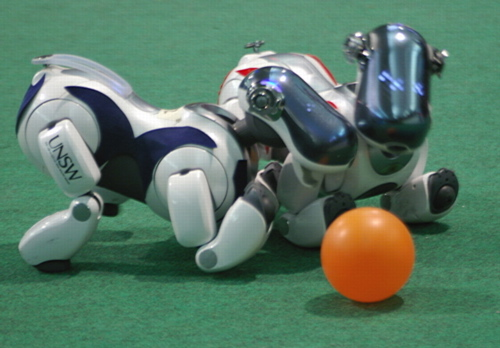
日本索尼公司開發的電子狗愛寶在踢球

## 外部連結
- aibo（页面存档备份，存于）